# Roblox
Roblox ist eine Online-Spieleplattform, auf der Nutzer eigene Computerspiele erstellen können und von anderen Nutzern erstellte Spiele spielen können. Sie wurde von den Entwicklern David Baszucki und Erik Cassel entwickelt und im Februar 2006 veröffentlicht.

## Technik
Roblox ist als Version für Windows, macOS, Xbox One, Meta Quest, PlayStation 4 und PlayStation 5 sowie als App für die mobilen Betriebssysteme Android und iOS verfügbar. Es kann mit Tastatur und Maus, diversen Controllern und dem Touchscreen von mobilen Geräten gespielt werden, auch das Spiel mit einem Virtual-Reality-Headset wird unterstützt. Spieler können je nach Spiel zwischen der Egoperspektive und der Third-Person-Perspektive wechseln. Während Einzelspieler-Spiele vorhanden sind, liegt der Fokus der meisten Spiele auf dem Mehrspielermodus. Auch der Einzelspielermodus setzt eine Internetverbindung voraus.

### Entwicklung von Spielinhalten

Logo von Roblox Studio

Roblox ermöglicht seinen Nutzern das Entwickeln eigener Spiele, die dann von anderen Spielern gespielt werden können. Die Software, die dafür benutzt wird, ist Roblox Studio. Sie kann kostenlos heruntergeladen werden. Am Anfang wurde mit Lego-ähnlichen Bausteinen gebaut, heutzutage gibt es modernere Bauarten. Zusätzlich haben Spieler die Möglichkeit, mit einem objektorientierten Programmiersystem, das die Skriptsprache Lua verwendet, die Spielumgebung dynamisch zu verändern. So können auf relativ einfache Weise Spiele programmiert werden. Plug-ins können auch mit Lua entwickelt und in Roblox Studio benutzt werden.
Der Großteil der mittels Roblox Studio produzierten Inhalte wird von Kindern, Teenagern und jungen Erwachsenen entwickelt.

## Entwicklung
Gründer und Geschäftsführer David Baszucki begann 2003 eine erste Version des Programms unter dem Namen „DynaBlocks“ zu testen. 2005 wurde es in Roblox umbenannt und für Windows und macOS veröffentlicht. Die Plattform wurde 2006 offiziell von der Roblox Corporation veröffentlicht.
Im März 2007 wurde Roblox Partner mit COPPA (Children’s Online Privacy Protection Act) und ein sicherer Chat wurde eingeführt. Im August 2007 fügte Roblox den „Builders Club“ hinzu, eine Premium-Mitgliedschaft, die mittlerweile „Roblox Premium“ heißt. Im Dezember 2011 hielt Roblox ihre erste „Hack Week“, ein jährliches Event, bei dem Roblox-Entwickler innovative Ideen der Firma vorstellen. Im Dezember 2012 veröffentlichte Roblox die iOS-Version des Spiels. CEO David Baszucki erklärte in einem Interview mit Massive, dass er auch Roblox in den digitalen Märkten von „Android, Windows, Steam, Mac, Chrome, Amazon“ verfügbar machen wolle.
Tix (Tickets) war eine virtuelle Währung, die 2007 auf den Markt kam. Tickets konnte bekommen, wer sich entweder selbst einloggte oder dessen Spiele besucht wurden. Diese Tickets konnte man für den Katalog und Werbungen benutzen. Um Tickets zu erhalten, brauchte man weder bezahlen noch einen registrierten Account erstellen, was die virtuelle Währung sehr beliebt machte. Ein Ticket hatte zu dieser Zeit einen Gegenwert von weniger als einem Robux. Mit RoblEX konnte man diese Tickets auch in Robux umwandeln und umgekehrt. Am 14. April 2016 wurde RoblEX und am darauffolgenden Tag wurden die Tickets abgeschafft. Die Kosten aller verbliebenen Tickets wurden erstattet.
Am 31. Mai 2015 wurde eine Funktion namens „Smooth Terrain“ hinzugefügt, die die grafische Wiedergabetreue des Geländes erhöht und die Physik-Engine sowie auch die Grafik von einem blockorientierten Stil zu einem glatteren und realistischeren Stil verändert hat. Am 20. November wurde Roblox auf der Xbox One eingeführt, mit einer anfänglichen Auswahl von 15 Spielen, die von Roblox-Mitarbeitern ausgewählt wurden. Neue Roblox-Spiele für die Xbox One müssen einen Genehmigungsprozess durchlaufen und unterliegen den Standards des Entertainment Software Ratings Board.
Im April 2016 veröffentlichte Roblox „Roblox VR“ für Oculus Rift. Zum Zeitpunkt der Veröffentlichung standen mehr als zehn Millionen Spiele in 3-D zur Verfügung. Im Juni 2016 hatte die Firma eine Version kompatibel mit Windows 10 veröffentlicht. Einige Monate darauf wurde verkündet, dass Roblox auf die PlayStation 4 kommen wird.
Im Laufe des Jahres 2017 nahm Roblox eine Reihe von Aktualisierungen seiner Servertechnologie vor, da die Technologie, mit der sie bis dahin arbeiteten, veraltet war und zu häufigen Ausfällen führte. Im November 2018 wurde die Möglichkeit für einen Spieler ohne Konto, als „Gast“ zu spielen, die in den vorangegangenen zwei Jahren schrittweise eingeschränkt worden war, vollständig entfernt. Im Juli 2020 kündigte Roblox die Schaffung des „Party Place“ an, der als Online-Treffpunkt fungiert. Das Feature wurde mit einer neuen Technologie erstellt, die während der Bloxy Awards 2020 verwendet wurde, und wurde als Reaktion auf die COVID-19-Pandemie entwickelt.
Am 3. Dezember 2020 wurde der Roblox Corporation die Erlaubnis erteilt, das Spiel in China zu veröffentlichen. Die chinesische Version der iOS- und Android-App, bekannt unter dem Namen LuoBuLeSi, wurde gemeinsam mit dem chinesischen Spieleunternehmen Tencent als Testversion eingeführt. Bereits fünf Monate nach der Veröffentlichung wurde die App jedoch wieder vom Markt genommen. Am 8. Dezember 2021 wurde LuoBuLeSi offiziell aus den App-Stores entfernt. Laut einer Mitteilung auf der chinesischen Roblox-Webseite dankten die Entwickler den Spielern für ihre Teilnahme am Test und kündigten an, das Produkt weiter optimieren und zu einem späteren Zeitpunkt möglicherweise erneut veröffentlichen zu wollen.

## Geschäftsmodell
Roblox ist ein Free-to-play-Spiel. Während es viele kostenfrei verfügbare Spiele auf der Plattform gibt, haben Nutzer diverse Möglichkeiten, ihre selbst erstellten Inhalte für die virtuelle Währung Robux anzubieten.
Roblox selbst verkauft auch Spielzeuge und virtuelle Sammlerstücke innerhalb des Spiels. Der Markt für die virtuellen Sammlerstücke ist vollständig unreguliert für alle Benutzer erreichbar. Er ermöglicht riskante Spekulationen auf die Preisentwicklung der künstlich verknappten virtuellen Gegenstände, wobei teilweise Preise im fünfstelligen Eurobereich aufgerufen werden.
Schließt ein Benutzer ein Premium-Abo ab, so fällt eine monatliche Zahlung an. Die Abos, wie auch die Einmalzahlungen, gibt es in drei verschiedenen Größen. Neben der größeren Menge an Robux, die ein Abonnent für die monatliche Zahlung erhält, hat dieser auch Zugriff auf exklusive Inhalte und mehr Rechte beim Verkauf von eigenen Entwicklungen.
Die virtuelle Währung Robux kann sowohl durch Einmal-Zahlungen als auch durch Abonnements gekauft werden. Mit dieser Währung sind in allen Roblox-Spielen (sofern der Entwickler Produkte zur Verfügung stellt) Sonderrechte, in Form von Game Passes und Developer Products, erhältlich. Bei manchen Spielen muss man sich erst für Robux einen Zugang zu diesem Spiel erkaufen. Außerdem können sich Spieler Kleidung mit Robux kaufen.

### Monetarisierung nutzergenerierter Inhalte
Ein Entwickler eines Spiels kann dieses als pay-to-play erklären und sozusagen „Eintritt“ für den Inhalt verlangen. Häufiger ist jedoch die Herangehensweise, das Spiel selbst kostenlos zu belassen und Zusatzinhalte im Austausch für Robux anzubieten. So können etwa Spiel-Pässe („Game Passes“) erstellt werden. Diese können einmalig für ein Spiel gekauft werden und verschaffen dem Spieler dauerhafte Vorteile, wie etwa den Zugang zu eingeschränkten Bereichen eines Spiels oder bleibende Power-ups für die Spielfigur.
Durch die Erstellung von „Developer Products“ (deutsch: Entwicklerprodukte) können Items angeboten werden, welche mehrmals im Spiel gekauft werden können. Durch Micropayments können dann zum Beispiel spezielle In-game-Währungen oder konsumierbare Power-ups von Spielern erworben werden.
Die dritte Möglichkeit, als Entwickler Robux einzunehmen, ist es, Inhalte ohne Spielbezug zu erstellen. Diese Inhalte können von anderen Entwicklern sowie von Spielern erworben werden und stehen dann auch außerhalb eines Spiels bzw. Spiele-übergreifend zur Verfügung. Während bei der Entwicklung die Möglichkeiten, begonnen bei Animationen für Charaktere, bis hin zur Erstellung von NPC, vielfältig sind, ist der Verkauf über den „Roblox Catalog“ zurzeit auf Kleidungsstücke für Spielfiguren beschränkt.
Entwickler von Spielen oder anderer Inhalte können Robux investieren, um ihre Erfahrungen auf der Plattform zu bewerben. Bis Anfang 2024 war es möglich, Werbeflächen wie Banner auf der Roblox-Webseite über ein Auktionssystem zu ersteigern oder Spiele über sogenannte „Sponsored Games“ direkt zu promoten. Dieses System wurde jedoch eingestellt. Seit Anfang 2024 ersetzt ein neues werbebasiertes Modell das bisherige System. Entwickler können nun sogenannte Immersive Ads nutzen, etwa als Portal Ads, bei denen Nutzer durch interaktive Werbeflächen direkt in andere Erlebnisse teleportiert werden können. Diese neuen Werbeformate sind vollständig in die 3D-Umgebung von Roblox integriert und sollen eine nahtlosere und spielerischere Nutzererfahrung bieten. Roblox kündigte an, damit ein moderneres, transparenteres und effektiveres Werbesystem einzuführen, das sich besser in die Plattformstruktur einfügt.
Seit April 2020 gilt für alle von Benutzern entwickelten Inhalte eine einheitliche Verteilung der vom Käufer bezahlten Robux. So erhält der anbietende Entwickler etwa 25 %. Zum Vergleich geben Steam oder der Epic Games Store etwa 70 % bzw. 88 % des Umsatzes an die Entwickler direkt in US$ weiter. Aufgrund von Auszahlungsmechanismen (nur Beträge ab ca. 500 US-Dollar werden ausgezahlt, bis zum 31. Januar 2022 lag dieser Betrag bei 1000 US-Dollar) und Anreizen für Entwickler, die gewonnene Plattformwährung vor der Auszahlung zu reinvestieren, um ihre Inhalte zu vermarkten, liegt die reale Gewinnbeteiligung von Entwicklern deutlich niedriger. Eine journalistische Schätzung geht auf der Grundlage von Geschäftsberichten von unter 17 % aus.

## Rezeption
Common Sense Media vergab 4 von 5 Sternen und lobte die Vielfalt der Spiele und die Fähigkeit der Website, die Kreativität von Kindern zu fördern, stellte aber auch fest, dass die dezentrale Natur der Plattform die Qualität der Spiele schwanken lässt. Außerdem wurde empfohlen, die Chatfunktionen für junge Spieler zu deaktivieren, um möglicherweise schädliche Interaktionen zu verhindern.
Patricia E. Vance vom Family Online Safety Institute riet Eltern dazu, die Interaktionen ihrer Kinder auf der Plattform zu überwachen. Sie lobte die Plattform jedoch dafür, dass sie es Kindern ermöglicht, zu spielen, zu erforschen, Kontakte zu knüpfen, etwas zu erschaffen und auf eine selbstbestimmte Art und Weise zu lernen. Außerdem sprach sie Roblox Studio ein besonderes Lob dafür aus, dass es Kinder dazu ermutigt, Erfahrungen in der Spielentwicklung zu sammeln.
Trusted Reviews lobte in einer Bewertung der Plattform ebenfalls Roblox Studio und stellte fest, dass für jeden, der seine Informatikkenntnisse ausbauen oder Projekte erstellen möchte, die Attraktivität durch sofortiges Feedback von einem riesigen Publikum offensichtlich ist.
Craig Hurda vergab im Test für Android Guys eine moderatere Bewertung, lobte die Anzahl der verfügbaren Spiele und stellte fest, dass das Spiel für Kinder unterhaltsam sei, fand aber auch, dass das Audio der Plattform „hit-or-miss“ sei und erklärte, dass es für erwachsene Spieler nur begrenzt attraktiv sei.

### Nutzerzahlen
Nachdem Roblox anfangs kaum Fuß fassen konnte, begann die Plattform in der zweiten Hälfte der 2010er Jahre schnell zu wachsen. Durch die Covid-19-Pandemie beschleunigte sich der Zuwachs an Nutzern und so hatte Roblox im August 2020 monatlich über 164 Millionen aktive Spieler.
Nach eigenen Angaben erreicht Roblox bei Kindern unter 13 Jahren die höchste Beliebtheit unter allen Anbietern mit 25,5 Millionen Nutzern der Altersgruppe im Monat im Jahr 2017. Damit sei die Nutzung höher als bei den Webvideoplattformen YouTube und Netflix. Die Statistik, als deren Quelle Comscore angegeben wird, bezieht sich allerdings nur auf PC und Spielekonsolen und nicht auf mobile Geräte. Unklar bleibt, auf welchen geografischen Raum sich die Statistik bezieht. Das Spiel konkurriert auch bei den Spielerzahlen stark mit dem oft verglichenen Spiel Minecraft. Roblox verfügt über zwei Millionen Content-Ersteller mit über 11 Millionen Spielen. In Zukunft soll daher mehr User-generated content gefördert werden und Entwickler sollen auch besser finanziert werden. Seit Anfang August 2020 verzeichnete Roblox über 164 Millionen monatlich aktive Spieler und übersteigt damit die Spielerzahlen von Minecraft und Fortnite, die zu den Spielen mit den meisten monatlichen Spielern gehören. Im Oktober 2021 verzeichnete Roblox über 226 Millionen aktive Spieler pro Monat, was die kombinierten Benutzer von Warzone und League of Legends übersteigt.
Etwa drei Viertel aller Kinder in den USA im Alter zwischen neun und zwölf Jahren verfügen über einen Account auf der Plattform.

### Kritik
Weit verbreitete Kritik gibt es für das Chat-Filtersystem von Roblox. Obwohl das Filtersystem von Roblox, Community Sift, die meisten unangemessenen Nachrichten und Inhalte zensiert und entfernt, können einige das System immer noch umgehen, das sogenannte „bypassing“. Um diese Probleme zu bekämpfen, hat Roblox 1.600 Mitarbeiter, die daran arbeiten, solche Inhalte von der Plattform zu entfernen. Diese Mitarbeiter sind nicht Teil des Kern-Unternehmens, sondern Teil der ausgelagerten Geschäftsbereiche. Roblox bietet Privatsphäre-Einstellungen; Eltern können einschränken, mit welchen Personen ein Benutzer Kontakt aufnehmen kann, den Zugang zu privaten Servern einschränken und Funktionen zur elterlichen Kontrolle einschalten.
Obwohl sexuelle Inhalte auf Roblox verboten sind, wurde die Plattform wegen des Vorhandenseins von sexuell expliziten Spielen und Bildern auf der Plattform stark kritisiert. Diese Inhalte umfassen Elemente wie virtuelle Nachtclubs. Nachdem Roblox plattforminterne Foren geschlossen hatte, kommunizieren nun Schöpfer solcher problematischen Inhalte größtenteils über Plattformen von Drittanbietern. Eine Untersuchung von Fast Company aus dem Jahr 2020 ergab, dass sexuelle Inhalte in Roblox immer noch weit verbreitet sind, wobei die Versuche der Moderatoren, diese zu entfernen, mit „Whac-a-mole“ verglichen werden, obwohl auch festgestellt wurde, dass sich die Situation in den letzten Jahren vor dem Bericht allgemein verbessert hat.
2020 und 2021 wurden durch journalistische Recherchen des YouTube-Kanals People Make Games mehrere Fälle von sexuellem Missbrauch Minderjähriger und Ausbeutung junger Entwickler im Zusammenhang mit Roblox bekannt. Die Plattform steht infolgedessen für die mangelhafte Moderation der Community und das Ausbleiben von Konsequenzen für die Verantwortlichen in der Kritik. Auch wegen des Betreibens eines Aktienmarktes für Spielinhalte und der Duldung von Schwarzmärkten für Spielressourcen wird dem Betreiber vorgeworfen, Kinder und Jugendliche gravierenden Gefahren durch finanzielle Fehlurteile ihrerseits auszusetzen.

### Spielzeug
Im Januar 2017 trat der Spielwaren-Hersteller Jazwares der Roblox Corporation bei und brachte 40 Minifiguren heraus. Diese basieren auf Spielen, welche Nutzer erstellten. Sie ähneln größeren Lego-Figuren. Jedes Set enthielt einen Code, der gegen virtuelle Gegenstände eingetauscht werden kann. Ende 2019 verkündete Roblox Corporation eine zweite Serie von weiteren 40 Minifiguren.

## Genre
Die Roblox-Plattform verfügt über mehrere unterschiedliche Genre, also Spielarten. Diese wurden vor kurzem erst aktualisiert.
Diese Genres gibt es: Action, Adventure, Education, Entertainment, Obby & Platformer, Party & Casual, Puzzle, RPG, Roleplay & Avatar Sim, Shooter, Shopping, Simulation, Social, Sports & Racing, Strategy, Survival, Utility & Other.
Beispiele dafür sind im „Ego-Shooter“ zum Beispiel das Erlebnis „Arsenal“, oder in der Kategorie „Roleplay-Games“ das Erlebnis „Brookhaven“.